# Œuilly (Marne)
Œuilly település Franciaországban, Marne megyében. Lakosainak száma 595 fő (2022. január 1.). Œuilly Saint-Martin-d’Ablois, Boursault, Châtillon-sur-Marne, Festigny, Leuvrigny, Mareuil-le-Port és Cœur-de-la-Vallée községekkel határos.

## Népesség
A település népességének változása:
| Lakosok száma | 366  | 475  | 583  | 632  | 612  | 621  | 648  | 652  | 657  | 595  |
|               | 1968 | 1982 | 1990 | 2006 | 2013 | 2015 | 2017 | 2019 | 2020 | 2022 |